# Guerra contra Artigas
A Guerra contra Artigas, também conhecida como Invasão Portuguesa de 1816, Segunda Invasão Portuguesa, Primeira Guerra Cisplatina ou Invasión Luso-Brasileña (nos países hispanófonos), é o nome que os historiadores dão ao conflito armado que houve entre 1816 e 1820 nos atuais territórios da República Oriental do Uruguai, da Mesopotâmia argentina e do Sul do Brasil e que teve, como resultado, a anexação da Banda Oriental ao Reino do Brasil sob o nome de Província da Cisplatina.
Os beligerantes foram, de um lado, os orientais artiguistas liderados pelo caudilho José Gervasio Artigas e alguns outros caudilhos que compunham a Liga Federal, e, do outro, as tropas do Reino Unido de Portugal, Brasil e Algarves comandadas por Carlos Frederico Lecor.
Na frente naval, o conflito desenrolou-se principalmente na região do Rio da Prata e litoral argentino, para se estender mundialmente, visto que os corsários artiguistas desembarcaram em possessões portuguesas e espanholas na Europa, África e Caribe.

## 1ª Campanha contra Artigas
Em 30 de março de 1816, desembarcou no Rio de Janeiro a Divisão de Voluntários Reais do Príncipe, proveniente de Portugal e constando de duas brigadas, cada uma com dois batalhões de infantaria, um corpo de cavalaria e artilharia. Entre seus oficiais, estavam o comandante Carlos Frederico Lécor, Francisco Homem de Magalhães Pizarro, Francisco de Paula Massena Rosado e Jorge de Avilez Zuzarte de Sousa Tavares, todos veteranos da Guerra Peninsular.
Logo após sua chegada, iniciou-se a mobilização do resto das tropas portuguesas para a invasão do Uruguai. Pelo litoral, embarcou a Divisão de Voluntários Reais em 12 de junho de 1816 para Santa Catarina, enquanto as tropas da fronteira do Rio Pardo defenderiam as linhas dos rios Uruguai e Quaraí.
A guerra iniciou em 28 de agosto de 1816, quando as tropas portuguesas, comandadas por Araújo Correia, atacaram a Fortaleza de Santa Tereza, que se rendeu depois de fraca resistência. Enquanto isto, o Rio Grande do Sul foi invadido por Artigas por Santana do Livramento e São Borja. Francisco das Chagas Santos comandou a resistência em São Borja, atacada em 20 de setembro. Apoiado por José de Abreu, venceu a Batalha de São Borja, derrotando André Artigas definitivamente em 3 de outubro.
Em meados de outubro de 1816, Lecór invadiu o Uruguai, repelindo sem dificuldade a reação nos combates de Índia Muerta e Casupá. Depois das batalhas de Sant'Anna, Carumbé, Ibiraocaí e Arapeí, Artigas foi derrotado na Batalha de Catalão, em 4 de janeiro de 1817.
Ao mesmo tempo, a Divisão de Voluntários Reais chegava a Maldonado, entrando em Montevidéu 16 dias depois, em 20 de Janeiro de 1817, sem encontrar resistência, encerrando, desta forma, a primeira fase da guerra. Com isso, Portugal, depois de 40 anos, colocava os limites do Brasil no Rio da Prata.

## 2ª Campanha contra Artigas
Apesar de o brigadeiro Chagas Santos haver devastado a região uruguaia até os rios Paraná e Paraguai, em 1819 Artigas reuniu um novo exército, com milhares de índios guaranis e milícias de Corrientes. Em reação, tropas portuguesas foram concentradas em Bagé para a apoiar a Divisão de Voluntários Reais de Montevidéu.
As tropas de Artigas invadiram os Sete Povos das Missões pelo passo Santo Isidoro, em 25 de abril de 1819, se apoderando de São Luís Gonzaga e São Nicolau. Para combatê-lo, foi destacado um Regimento de Cavalaria de Milícias, comandado pelo coronel Diogo de Morais Arouche Lara, que foi vencido e morto em ação.
O conde da Figueira enviou novas tropas, mas encontrou São Nicolau abandonada. O coronel José de Abreu foi deixado na cobertura do Rio Arapeí, deslocou forças de Bagé para Las Cañas e guarneceu Jaguarão, em 6 de junho esmagou os invasores. Andrés Guaçurarí y Artigas, foi preso e levado para o Rio de Janeiro, onde viria a falecer na Fortaleza de Santa Cruz da Barra.

Em janeiro de 1820, Artigas, de seu acampamento em Tacuarembó, invadiu novamente o Rio Grande do Sul, obrigando o coronel José de Abreu a recuar para o passo do Rosário. O conde da Figueira, então, deslocou-se de Porto Alegre com novas tropas, atacando Artigas nas nascentes do Rio Tacuarembó, em 20 de janeiro de 1820, e derrotando o último exército artiguenho, comandado pelo coronel Latorre. Artigas foi abandonado pelos caudilhos de Corrientes e em 23 de setembro de 1820 exilou-se no Paraguai, de onde não mais voltou.